# Агия (дем)
Агия (на гръцки: Δήμος Αγιά) е дем в област Тесалия, Гърция. Център на дема е село Агия.